# كأس النرويج 2003
كأس النرويج 2003 (بالنرويجية: Norgesmesterskapet i fotball for menn 2003)‏ هو موسم من كأس النرويج. أقيم خلال الفترة 6 مايو 2003 وحتى 9 نوفمبر 2003، وأشرف على تنظيمه اتحاد النرويج لكرة القدم، وكان عدد الأندية المشاركة فيه 32، وفاز فيه نادي روسنبورغ.